# Наталиjа Ореиро
Наталија Ореиро (шп. Natalia Oreiro) је певачица и глумица.

## Дискографија
- Natalia Oreiro (1998)
- Tu Veneno (2000)
- Turmalina (2002)